# 殷墟
殷墟是中国商朝后期王都遗址，位于河南安阳市，以殷都区西郊鄉小屯村为中心，横跨洹河（今安阳河，注入卫河），东西长约6公里，南北宽约4公里，由殷墟王陵遗址与殷墟宫殿宗庙遗址、洹北商城遗址等共同组成。公元前14世纪，商汤的第九代孙盘庚即位后，把都城从奄（今山东曲阜）迁到殷（今河南安阳），直至帝辛纣灭亡的273年间，殷地一直是商朝后期的统治中心，因此商朝也称殷朝。周武王伐纣灭殷后，从这里迁走大量殷民，商都逐渐荒芜，成为一片废墟，故名殷墟。1899年，甲骨文被发现，后经有关学者察访，弄清了甲骨文的真实出土地点，即今安阳小屯村。1928年，在前中央研究院蔡元培院长领导下正式开始考古发掘。
殷墟是考古学和史学研究的一块重要基石。见于《史记·殷本纪》的商王朝正是因为有了殷墟才成为信史。殷墟是中国最早由中国学术机构自行组织的科学发掘地点，因此又被认为是中国考古学的摇篮。
1961年3月，殷墟被列为中国第一批全国重点文物保护单位。2006年7月13日，在联合国教科文组织第30届世界遗产大会上被列入《世界遗产名录》。

## 词源
商代的统治者迁都频繁，约公元前1300年，商王盘庚自奄（今山东曲阜）迁都至殷，并定居下来，直至帝辛（纣王）亡国。殷地古称“北蒙”、“殷邑”，甲骨卜辞中又称“大邑商”、“商邑”。至少在周初，这里已沦为废墟。南北朝时期，郦道元在其著名地理学著作《水经注》中对殷墟的位置进行了较为确切的描述，表明洹水发源于太行山以东，由殷墟北部经过。宋、元时期，安阳一带多有青铜器出土，引起关注，但被认为是商王“河亶甲”的“相”都。直到清末，殷墟才随着甲骨文的发现逐渐为世人所知。
1899年，金石学家王懿荣在北京发现中药店中所售龙骨上刻有一些很古老的文字，意识到这是很珍贵的文物，开始重金收购，进而考证出这些“甲骨文”是商代的文字。1900年八国联军入侵北京，王懿荣以身殉职，甲骨转归刘鹗所有。古董商贩为谋利，封锁甲骨来源消息。后罗振玉等学者多方探求，得知甲骨来自河南安阳小屯村，于是多次派人去那里收购甲骨，并对其上文字作了一些考释，认为小屯就是文献上所说的殷墟。其后，王国维对这些甲骨文上的资料进行了考据，进一步证实这里就是盘庚迁都的都城。

## 发掘过程

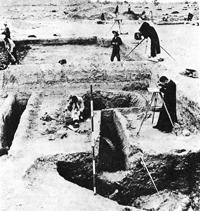
1930年殷墟发掘现场

1928年，在中央研究院历史语言研究所所长傅斯年大力支持下，董作宾与临时工作人员组成考古队，开始对殷墟进行第一次为期18天的试掘，总共出土800余片有字甲骨以及铜器、陶器、骨器等多种文物。有人以此为中国现代考古学的发端。1929年春，由李济主持对殷墟的正式发掘。到1937年抗日战争爆发，共进行了15次科学发掘（以上文物多數存至中央研究院歷史語言研究所）。1950年以来，中国科学院及中国社会科学院又相继对殷墟进行发掘。

## 布局及主要遗存

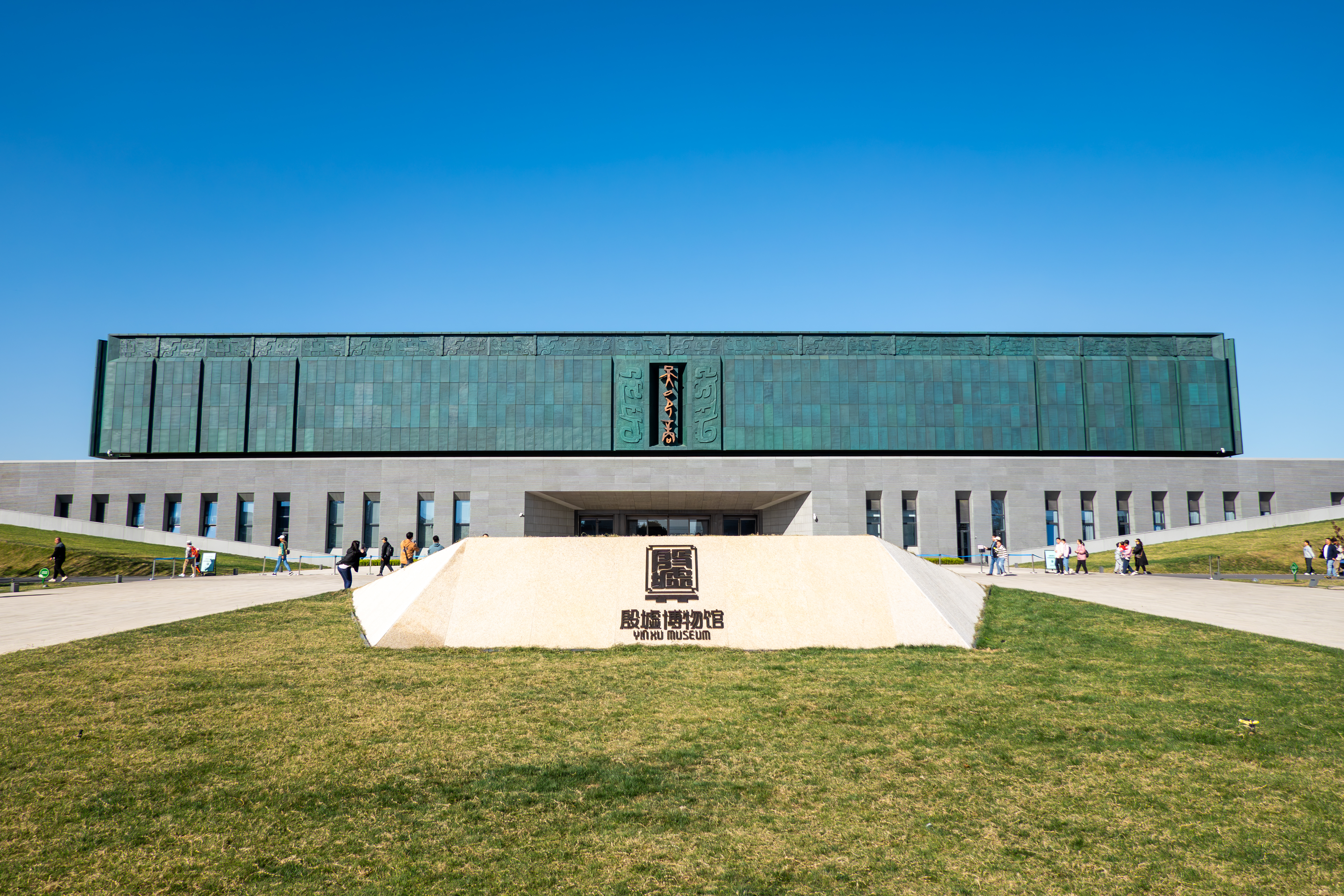
殷墟博物馆新馆

目前所探明的殷墟长宽各约6公里，总面积约36平方公里，洹河从中间穿过。总体布局严整，以小屯村宫殿宗庙遗址为中心，沿洹河两岸呈环型分布。现存遗迹主要包括宫殿宗庙遗址、王陵遗址、商城遗址、后冈遗址以及聚落遗址（族邑）、家族墓地群、甲骨窖穴、铸铜遗址、手工作坊等。

### 宫殿宗庙遗址

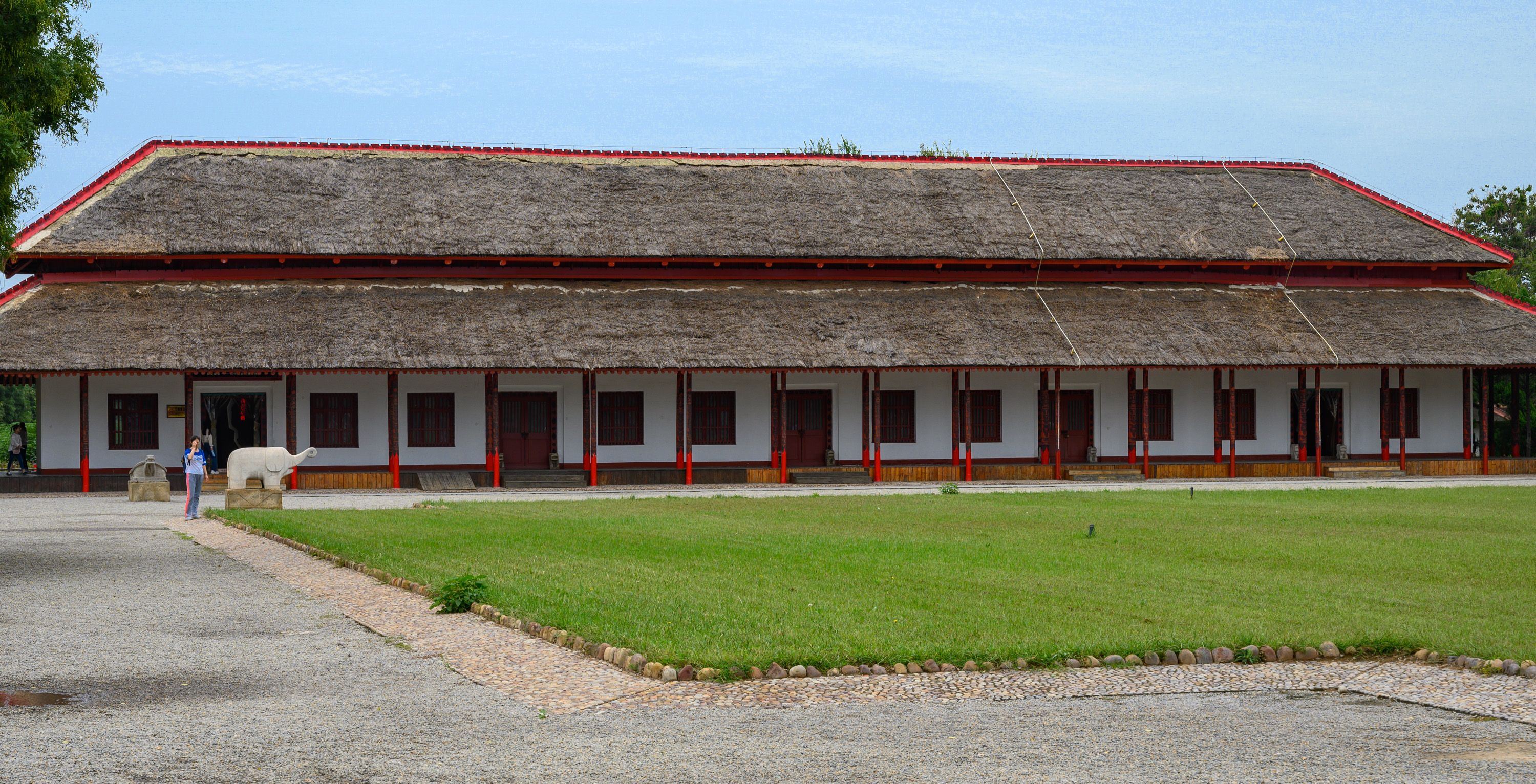
复原的殷墟宫殿宗庙

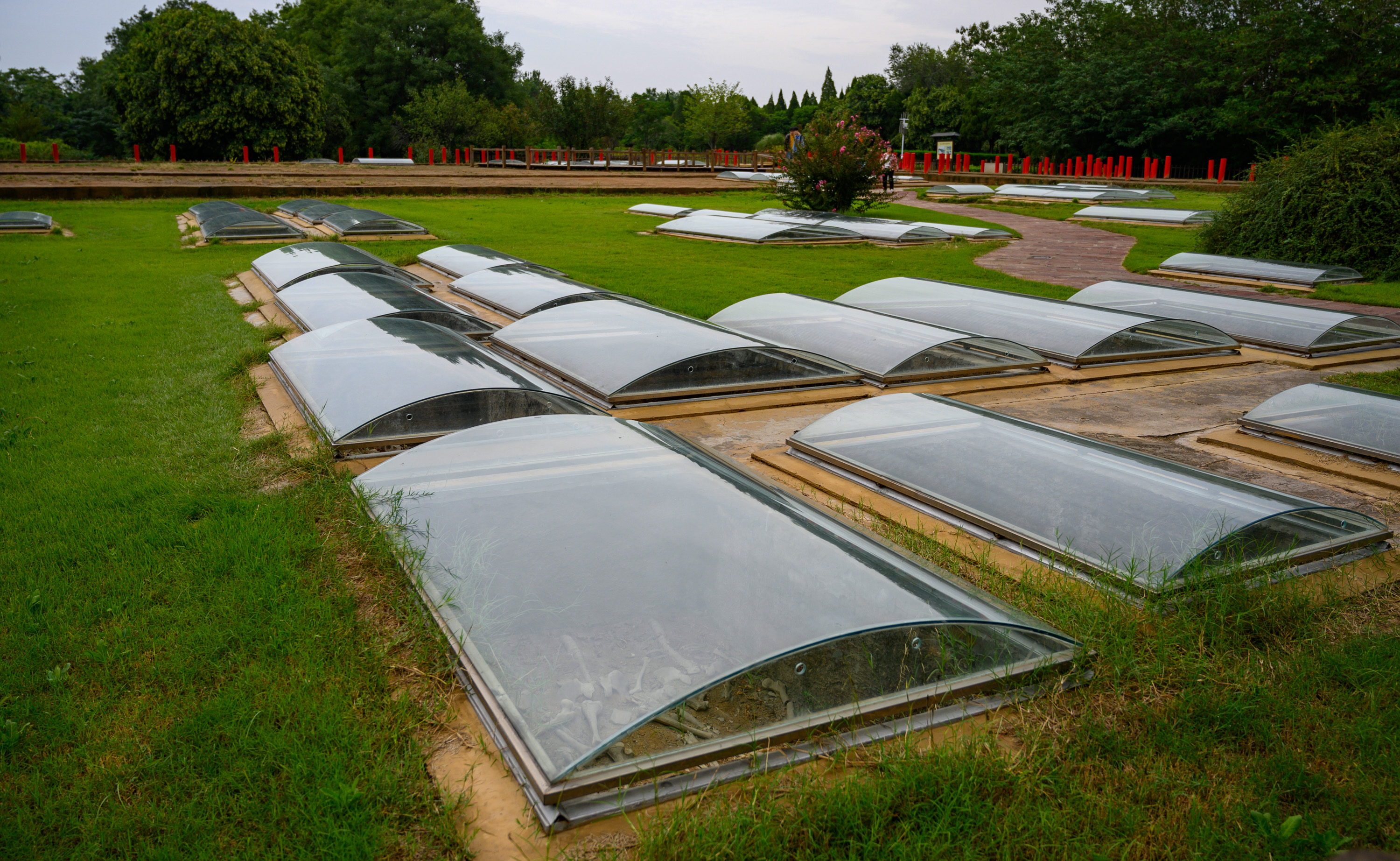
宗庙祭祀坑，玻璃罩内的骸骨为复制品。

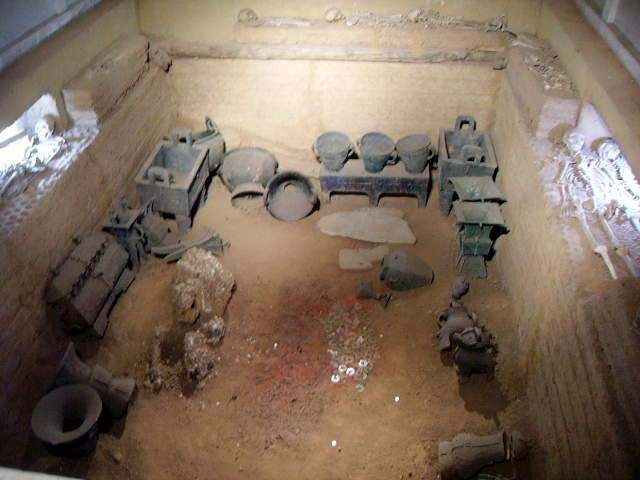
妇好墓复原陈列

位于洹河南岸的小屯村、花园庄一带，总面积71.5公顷，是商王处理政务和居住的场所，也是殷墟最重要的组成部分。
1928年以来，考古人员先后发现宫殿、宗庙等建筑基址80余座。这些建筑大多坐落在厚实高大的夯土台基上，以木料、黄土为主要建材，房架多以木柱支撑，墙用夯土版筑，屋顶覆盖茅草，造型庄重、质朴、典雅。主要建筑高大繁复并互相连属，整体院落左右对称，多重有序，开创了中国传统厅堂建筑规制的典范，总体风格为历代所沿袭。
在宫殿宗庙遗址的西、南两面，有一条人工挖掘而成防御濠沟，南北长1.1公里，东西长0.65公里，宽10至20米，深5至10米。壕沟东、北两端与洹河河曲连通，将宫殿宗庙环抱其中，构成严密的防洪、防御体系，起到类似宫城的作用。
1976年在小屯村北面百米处，发现了商王武丁的配偶妇好墓，这是迄今为止发现的唯一一座保存完整的商王室成员墓葬。墓室有殉人16人，出土器物1928件，包括468件青铜器，755件玉器以及564件骨器，另有将近7000枚海贝。

### 王陵遗址
王陵遗址位于洹河北岸侯家庄与武官村北高地，东西长约450米，南北宽约250米，总面积约11.3公顷。1930年代以来，在这里累计发现大墓13座，陪葬墓、祭祀坑与车马坑2000余处，并出土了数量众多、制作精美的青铜器、玉器、石器、陶器等，是学术界公认的殷商王陵所在地。
在陵墓中发现有很多的殉葬人群，体现了当时的丧葬习俗。殷墟中殉葬者最多的是王陵区M1001大墓（武丁墓），殉葬了墓主生前一支不少于68人的田猎队、18匹马，殉葬的领队是贵族出身，因此这个领队自己还拥有两个殉葬者，而这座大墓估计总共有164具殉人和61具人牲。而王室宗庙祭祀场中也有人牲现象。商代的人牲和人殉大多数情况是使用战俘，少数情况是死者亲属、亲兵自愿或被强制殉葬。祭祀坑中的战俘往往是被斩首、腰斩、断肢甚至肢解后扔进来的，其中还发现有1周岁左右的婴儿。
另外，在王陵的东边出土的后母戊大方鼎，是现今为止所发现的最重的青铜器。

### 洹北商城遗址
洹北商城遗址位于洹河北岸花园庄，传统意义上的殷墟遗址东北部，二者略有重叠。城址大体呈方形，东西宽2.15公里，南北长2.2公里，总面积约4.7平方公里。四周有夯筑的城墙基槽。
洹北商城遗址的年代早于传统意义上的殷墟晚商文化，略晚于郑州早商文化，很可能是商代中后期的一处都邑遗址。

### 商代後期都城
殷，商代後期都城，商代遷都於殷後，逐漸穩定，國力達到頂峰，直至商滅亡。殷遺址位於河南省安陽市西北安陽河南岸，北岸另有一座時間稍早的城市遺址。

## 殷墟与甲骨学

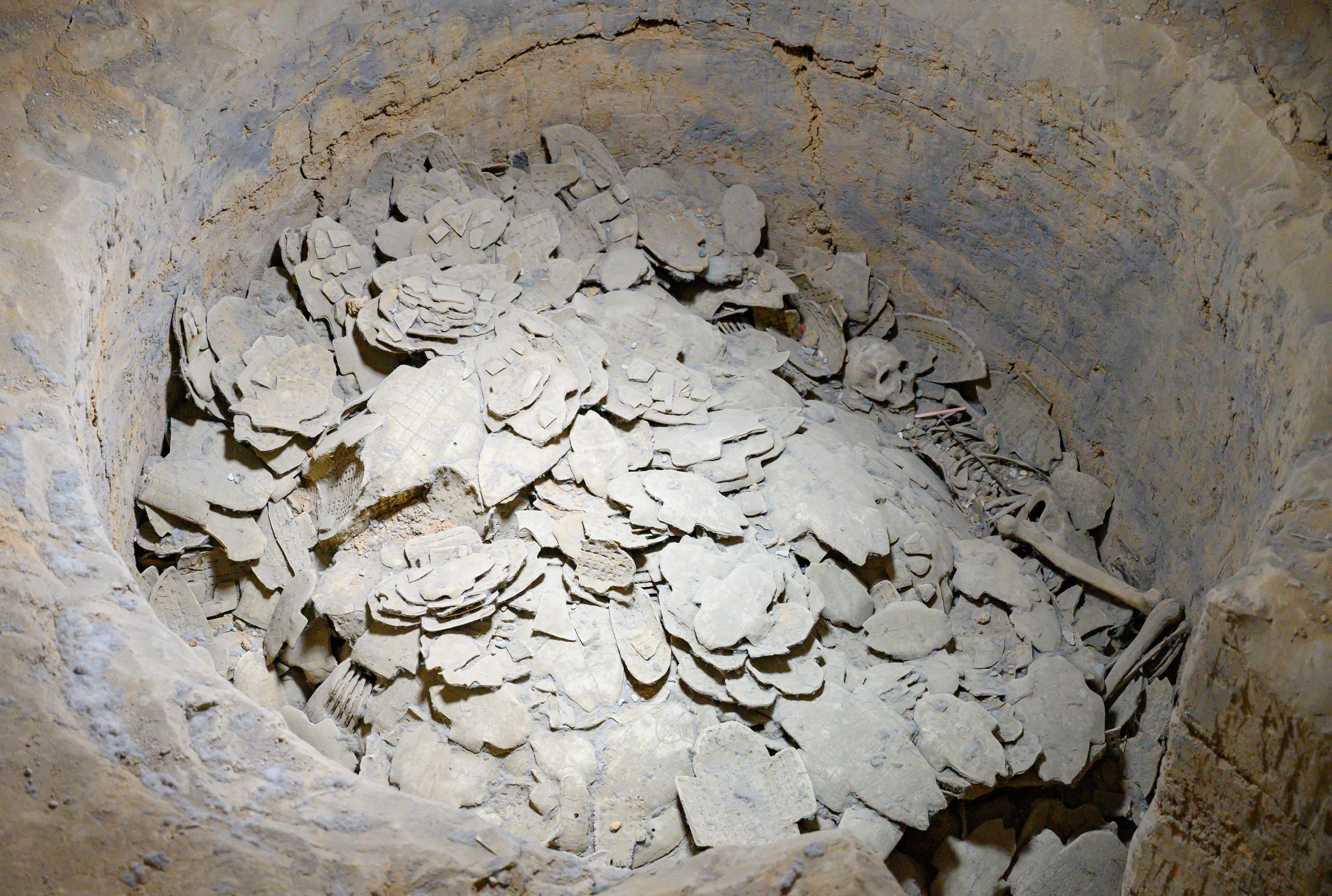
殷墟中的甲骨窖穴，发现的时候堆叠了上万片甲骨。

自殷墟发现以来﹐先后出土有字甲骨约15万片。由于盗掘贩卖，甲骨流散世界各地。从这些带有刻辞的甲骨中已经辨认出5000多个单字，能够认出来的汉字大约1700多个，甲骨文中所记载的资料将中国的有文字记载的可信历史提前到了商朝，现代的汉字就是从甲骨文中演变而来的。而且对于甲骨的研究，也产生了一门新的学科——甲骨学。

## 殷墟文化分期
安阳考古队原有的关于殷墟文化的四期划分法已为越来越多的学者采用。
| 段           | 期   | 组   | 说明                                   |
| ------------ | ---- | ---- | -------------------------------------- |
| 殷墟文化早期 | 一期 | 一组 | 武丁以前的中商阶段遗存                 |
| 殷墟文化早期 | 二期 | 一组 | 甲骨文分期的武丁、祖庚、祖甲时期       |
| 殷墟文化早期 | 二期 | 二组 | 甲骨文分期的武丁、祖庚、祖甲时期       |
| 殷墟文化晚期 | 三期 | 一组 | 甲骨文分期的廪辛、康丁、武乙、文丁时期 |
| 殷墟文化晚期 | 三期 | 二组 | 甲骨文分期的廪辛、康丁、武乙、文丁时期 |
| 殷墟文化晚期 | 四期 | 一组 | 甲骨文分期的帝乙、帝辛时期             |
| 殷墟文化晚期 | 四期 | 二组 | 甲骨文分期的帝乙、帝辛时期             |

## 遺骨研究爭議
最早提出河南殷墟遺骨中有高加索人種特徵的研究者為中華民國學者李濟，李濟認為這些遺骨屬於商朝的敵人，西北方的羌方、土方、鬼方等。學者楊希枚測量了殷墟遺骨，支持李濟的見解，認為其中有特徵屬於高加索人種的遺骨，易華支持這個說法。
但學者韓康信、潘其鳳研究後則認為這兩具人骨應只是個別變異，不足以推論是印歐人種。  吉林大学、中国社科院考古研究所、山东大学的一些学者用多种方法(包括研究遗址出土人骨线粒体 DNA )研究后认为： “商族的起源可能与中国东北地区西部、西辽河流域的古代人群有关，但不同程度的受到了中原地区古代人群的基因影响。”  